# Sự kiện tuyệt chủng Devon muộn
Sự kiện tuyệt chủng Devon muộn là một trong 5 sự kiện tuyệt chủng lớn trong lịch sử sinh học của Trái Đất. Một sự kiện tuyệt chủng lớn này đánh dấu một ranh giới bắt đầu cho giai đoạn sau cùng của kỷ Devon, được gọi là tầng sinh vật Famennian hay ranh giới Frasnian-Famennian, xảy ra cách nay 375–360 triệu năm. Trong giai đoạn này, có 19% các họ và 50% các chi đã tuyệt chủng.
Mặc dù, đa dạng sinh học mất đi rất vào cuối kỷ Devon, nhưng thời gian xảy ra sự kiện này kéo dài không được xác định chắc chắn, ước tính từ 500.000 đến 25 triệu năm, kéo dài từ tầng Givetian giữa đến cuối Famennian. Cũng không rõ ràng liệu có hai đợt tuyệt chủng riêng biệt hay một loạt các đợt tuyệt chủng nhỏ hơn, mặc dù các nghiên cứu gần đây cho rằng có nhiều nguyên nhân và một loạt các đợt tuyệt chủng khác nhau với sự gián đoạn vài ba triệu năm. Một số tác giả xem sự kiện tuyệt chủng gồm 7 đợt trải qua khoảng 25 triệu năm, trong đó sự kiện nổi trội nhất là vào cuối các tầng Givetian, Frasnian, và Famennian.
Vào Devon muộn, đất liền bị xâm chiến bởi thực vật và côn trùng. Trong các đại dương thì chủ yếu là các san hô tạo rạn và Stromatoporoidea. Euramerica và Gondwana đã bắt đầu hội tụ sau này hình thành Pangaea. Sự tuyệt chủng có vẻ như chỉ ảnh hưởng đến các sinh vật biển. Các nhóm chịu tác động lớn gồm brachiopoda, trilobita, và các sinh vật tạo rạn; các sinh vật tạo rạn hầu như biến mất hoàn, chỉ có các san hô tạo rạn xuất hiện trở tại tiến hoá thành san hô hiện đại trong Đại Trung Sinh. Nguyên nhân của sự tuyệt chủng vẫn chưa rõ ràng. Các giả thuyết quan trọng như thay đổi mực nước biển vá anoxia, có thể đã bị tác động bởi sự lạnh đi toàn cầu hoặc hoạt động của núi lửa trong đại dương. Sự va chạm của sao chổi hoặc các thiên thể ngoài Trái Đất cũng được đưa ra. Một số phân tích thống kê cho rằng sự suy giảm đa dạng sinh học gây ra bởi sự suy giảm biệt hoá có ảnh hưởng nhiều hơn đến sự gia tăng tuyệt chủng. Có thể điều này gây ra bởi sự xâm lấn của nhiều loài trên toàn thế giới, thay vì một sự kiện đơn lẻ nào. Đáng ngạc nhiên rằng, động vật xương sống có hàm có vẻ không bị ảnh hưởng bởi sự mất đi của các rạn san hô hoặc các ảnh hưởng khác của sự kiện Kellwasser, trong khi đó agnathan đã suy giảm kéo dài từ trước khi kết thúc tầng Frasnian.